# Achaearanea taim
Achaearanea taim là một loài nhện trong họ Theridiidae.
Loài này thuộc chi Achaearanea. Achaearanea taim được miêu tả năm 2006 bởi Buckup & Marques.